# Bret Hart
Se även Bret Harte (amerikansk författare)
Bret Hart, född 2 juli 1957 i Calgary i Alberta, är en kanadensisk wrestlare, bland annat känd som Hitman. Hans signaturgrepp är Sharpshooter. Han kommer från en stor brottarfamilj, där både fadern Stu Hart och brodern Owen Hart blev mycket populära. Mellan 1992 och 1999 vann Bret Hart världsmästartiteln vid sju tillfällen, två gånger i WCW och fem gånger i WWE.